# Cobanus flavens
Cobanus flavens là một loài nhện trong họ Salticidae.
Loài này thuộc chi Cobanus. Cobanus flavens được Elizabeth Maria Gifford Peckham & George William Peckham miêu tả năm 1896.